# Children of the World
Children of the World è il quattordicesimo album dei Bee Gees, uscito nel 1976.

## Tracce
1. You Should Be Dancing – 4:17
2. You Stepped Into My Life – 3:28
3. Love So Right – 3:39
4. Lovers – 3:38
5. Can't Keep a Good Man Down – 4:46
6. Boogie Child – 4:14
7. Love Me – 4:03
8. Subway – 4:26
9. The Way it Was – 3:21
10. Children of the World – 3:07